# Desmond Fitzpatrick
Sir Geoffrey Richard Desmond Fitzpatrick, GCB, GCVO, DSO, MBE, MC (* 14. Dezember 1912 in Aldershot, Hampshire, England; † 12. Oktober 2002) war ein britischer Offizier der British Army, der unter anderem als General zwischen 1968 und 1970 Oberkommandierender der Britischen Rheinarmee sowie in Personalunion auch Oberkommandierender der NATO-Heeresgruppe Nord NORTHAG (Northern Army Group) war. Er war daraufhin von 1970 bis 1973 stellvertretender Oberster Befehlshaber der Alliierten NATO-Streitkräfte in Europa DSACEUR (Deputy Supreme Allied Commander Europe). Er fungierte des Weiteren zwischen 1977 und 1983 als Vizegouverneur und Oberkommandierender von Jersey.

## Leben

### Offiziersausbildung, Zweiter Weltkrieg und Nachkriegszeit
Geoffrey Richard Desmond Fitzpatrick, Sohn von Brigadegeneral Sir Ernest Richard Fitzpatrick und dessen Ehefrau Lady Georgina Ethel Fitzpatrick, begann nach dem Besuch des renommierten Eton College eine Offiziersausbildung am Royal Military College Sandhurst. Nach deren Abschluss wurde er am 1. September 1932  als Leutnant (Second Lieutenant) in das Schwere Kavallerieregiment 1st The Royal Dragoons übernommen. In der Folgezeit fand er verschiedene Verwendungen als Offizier und wurde für seinen Einsatz während des von 1936 bis 1939 dauernden Arabischen Aufstandes 1939 mit dem Military Cross (MC) ausgezeichnet. Während des Zweiten Weltkrieges nahm er am Syrisch-Libanesischen Feldzug (8. Juni bis 14. Juli 1941) teil und besuchte zwischen dem 1. Februar und dem 23. Mai 1942 den 6. Kriegslehrgang an der Middle East Staff School in Haifa.
Fitzpatrick war ferner an den Planungen zur Zweiten Schlacht von El Alamein (23. Oktober bis 4. November 1942) beteiligt. Für seine militärischen Verdienste im weiteren Kriegsverlauf wurde er am 10. März 1943 zum kommissarischen Oberstleutnant (Temporary/Lieutenant-Colonel) ernannt und wurde am 24. Juni 1943 im Kriegsbericht erwähnt (Mentioned in dispatches). Er wurde am 14. Oktober 1943 Mitglied (Member) des Order of the British Empire (MBE). Am 27. Januar 1945 wurde er erneut zum kommissarischen Oberstleutnant ernannt und übernahm den Posten als Kommandeur (Commanding Officer) des Kavallerieregiments 8th King’s Royal Irish Hussars, das als Aufklärungsregiment der 7. Panzerdivision diente, und mit dem er an der Befreiung des KZ Bergen-Belsen teilnahm. Er wurde am 12. Juli 1945 mit dem Distinguished Service Order (DSO) ausgezeichnet und fand in der Folgezeit zahlreiche Verwendungen als Offizier und Stabsoffizier.

### Generalstabsoffizier und Generalsränge
Desmond Fitzpatrick war als Brigadegeneral (Brigadier) zwischen Januar und November 1957 Kommandeur der Panzertruppen des Heereskommandos Ost (Brigadier Royal Armoured Corps, Eastern Command) sowie im Anschluss von November 1957 bis Oktober 1958 Kommandeur der Panzertruppen des I. Korps (Commander, Royal Armoured Corps, I Corps), ehe er daraufhin von November 1958 bis Oktober 1959 Chef des Stabes des I. Korps war (Chief of Staff, I Corps). 1961 wurde er Companion des Order of the Bath (CB). Als Generalmajor (Major-General) fungierte er im Heeresstab zwischen Januar 1962 und Februar 1964 als Leiter des Referats Militärische Operationen (Director of Military Operations) sowie anschließend von März 1964 bis April 1965 als Chef des Stabes der Britischen Rheinarmee BAOR (British Army of the Rhine). Er war zudem zwischen 1964 und 1969 Colonel of the Regiment der 1st The Royal Dragoons.
Im April 1965 löste Fitzpatrick als Generalleutnant (Lieutenant-General) Generalleutnant Richard Neville Anderson als Kommandeur des Nordirland-Bezirks (General Officer Commanding, Northern Ireland District) ab und hatte diesen Posten bis Juli 1966 inne, woraufhin Generalleutnant Ian Harris seine Nachfolge antrat. Am 12. Juni 1965 wurde er zum Knight Commander des Order of the Bath (KCB) geschlagen und führte fortan den Namenszusatz „Sir“. Danach wurde er im Juli 1966 Nachfolger von Generalleutnant Sir Geoffrey Harding Baker als Vize-Chef des Generalstabes des Heeres (Vice-Chief of the General Staff) und bekleidete diese Funktion bis zu seiner Ablösung durch Generalleutnant Sir Victor FitzGeorge-Balfour im Mai 1968.

### Aufstieg zum General und Vizegouverneur von Jersey
Im Juli 1968 kehrte Desmond Fitzpatrick in die Bundesrepublik Deutschland zurück und übernahm von General Sir John Hackett den Posten als Oberkommandierender der Britischen Rheinarmee BAOR (Commander-in-Chief, British Army of the Rhine). Am 1. Oktober 1968 wurde er zum General befördert. Er hatte diesen Posten bis Dezember 1970 inne und wurde daraufhin General Sir Peter Mervyn Hunt abgelöst. In Personalunion war er zwischen Juli 1968 und Dezember 1970 auch Oberkommandierender der NATO-Heeresgruppe Nord NORTHAG (Northern Army Group). Er war zudem zwischen 1969 und 1979 einziger Inhaber des Ehrenamtes als Deputy Colonel des Gardekavallerieregiments Blues and Royals.
Zuletzt wurde General Sir Geoffrey Richard Desmond Fitzpatrick am 1. Dezember 1970 Nachfolger von General Sir Robert Bray als stellvertretender Oberster Befehlshaber der Alliierten NATO-Streitkräfte in Europa DSACEUR (Deputy Supreme Allied Commander Europe). Er hatte diese Funktion bis zu seinem Ausscheiden aus dem aktiven Militärdienst im November 1973 inne und wurde danach von General Sir John Mogg abgelöst. In dieser Verwendung wurde er am 1. Januar 1971 auch zum Knight Grand Cross des Order of Bath (GCB) erhoben.
1974 wurde Fitzpatrick Nachfolger von Air Chief Marshal Sir John Gilbert Davis als Vizegouverneur und Oberkommandierender von Jersey (Lieutenant-Governor and Commander-in-Chief of Jersey) und bekleidete diese Ämter bis 1979, woraufhin General Sir Peter John Frederick Whiteley sein dortiger Nachfolger wurde. Danach löste er 1979 Generalfeldmarschall Sir Gerald Templer als Colonel of the Regiment des Gardekavallerieregiments Blues and Royals ab und bekleidete diese Funktion bis zu seiner Ablösung durch Anne, Princess Royal 1998. Am 31. Dezember 1996 wurde er zudem als Knight Grand Cross des Royal Victorian Order (GCVO) geehrt.
Desmond Fitzpatrick war zwei Mal verheiratet. In erster Ehe heiratete er am 22. April 1944 Mary Sara Campbell, Tochter von Sir Charles Ralph Campbell of Auchinbreck, 12. Baronet, und Nancy Sarah Chapman. Aus dieser Ehe gingen die Tochter Sara Georgina Fitzpatrick sowie der Sohn Brian Richard Charles Fitzpatrick hervor. Nach seiner Scheidung von seiner ersten Ehefrau heiratete er 1988 in zweiter Ehe Lettice Mary Stafford-King-Harman, Tochter von Hauptmann Edward Charles Stafford-King-Harman und dessen Ehefrau Olive Pakenham Mahon.